# Joseph Mikararanga Busimba
Joseph Mikararanga Busimba (* 1912 in Rutshuru, Belgisch Kongo; † 7. September 1974) war ein kongolesischer Geistlicher und römisch-katholischer Bischof von Goma.

## Leben
Joseph Mikararanga Busimba empfing am 15. August 1940 das Sakrament der Priesterweihe.
Am 1. März 1960 ernannte ihn Papst Johannes XXIII. zum Bischof von Goma. Johannes XXIII. spendete ihm am 8. Mai desselben Jahres die Bischofsweihe; Mitkonsekratoren waren der emeritierte Bischof vom Sankt-Lorenz-Golf, Napoléon-Alexandre Labrie CIM, und der Weihbischof in New York, Fulton J. Sheen.
Joseph Mikararanga Busimba nahm an allen vier Sitzungsperioden des Zweiten Vatikanischen Konzils teil. Er beteiligte sich unter anderem an den Debatten über das Schema XIII (De Ecclesia in mundo huius temporis), aus dem die Pastoralkonstitution Gaudium et spes hervorging. Mit Raymond-Marie Tchidimbo, Erzbischof von Conakry, und Gustave Bouve, Bischof von Kongolo, wies er darauf hin, dass dieses Schema die gesellschaftlichen, wirtschaftlichen und kulturellen Probleme großteils aus einem westlichen Blick wahrnimmt und dargelegt. Er bemängelte, dass die Lebenswirklichkeit der Afrikaner darin kaum vorkommt und dass die afrikanische Welt in jenem Schema infolgedessen „fast vergessen“ ist.